# Platja de la Martinenca
La platja de la Martinenca, coneguda popularment com platja del Ciment, és una platja semiurbana del municipi d'Alcanar (Montsià), de forma triangular, envoltada de vegetació, principalment alzinars i margallons, situada just davant de la fàbrica de ciment, on s'aprofita la roca calcària de la serra del Montsià. Limita a llevant amb l'espigó principal del port de la fàbrica, i a ponent amb un tram de roques que la separen de la platja del Maricel. Orientada al sud-sud-est, té una longitud de 311 metres i una amplada mitjana de 84 metres, formada per sorra daurada fina i mitjana. Disposa de guinguetes, lloguer de gandules, para-sols i patins nàutics, senyalització i una àmplia zona d'aparcament per a vehicles. Tot i estar allunyada del centre d'Alcanar, acostuma a tenir una ocupació mitja-alta.
L'Agència Catalana de l'Aigua efectua un control setmanal de la qualitat de l'aigua, durant la temporada de bany, amb el resultat d'excel·lent.